# Osvaldas Balakauskas
(Jonas) Osvaldas Balakauskas (født 19. december 1937 i Miliunai, Litauen) er en litauisk komponist, rektor og ambassadør. 
Balakauskas fik afgangseksamen i komposition fra Universitetet i Vilnius (1961). Derefter studerede han hos Boris Ljatosjinskij (1961-1964). 
Han har skrevet 5 symfonier, orkesterværker, scenemusik, kammermusik, korværker, koncerter etc.
Balakauskas har været ambassadør for Litauen i Frankrig, Spanien og Portugal (1992-1994), med bosættelse i Paris.
Han er  rektor for komponist afdelingen på Lithuanian Academy of Music and Theatre.

## Udvalgte værker
- Symfoni nr. 1 (1973) - for orkester
- Symfoni nr. 2 (1979) - for orkester
- Symfoni nr. 3 "Østrobotnisk Symfoni" (1989) - for strygeorkester
- Symfoni nr. 4 (1998) - for orkester
- Symfoni nr. 5 (2001) - for orkester